# 순충보조공신
순충보조공신은 조선시대의 공신호의 일종으로, 일종의 명예직이며 실제로 전쟁이나 병란, 반란 진압, 반정 등에 공을 세운 공신은 아니다.
수여 대상으로는 각 공신 중 정공신 1등공신의 아버지는 순충적덕병의보조공신(純忠積德秉義補祚功臣)에, 정공신 2등공신의 아버지에게는 순충적덕보조공신(純忠積德補祚功臣)을, 정공신 3등공신의 아버지는 순충보조공신(純忠補祚功臣)을 추증했고 모두 군(君)에 봉했다. 그밖에 왕실의 외척으로서 정사에 간여하지 않고 공적이 현저한 자에게도 이 공신호를 추서했다. 그밖에도 이 공신호를 추서하는 사례가 있었으나 대상자와 추서 사유에 대해서는 구체적인 자료가 남아있지 않다.

## 같이 보기
- 조선의 공신
- 원종공신
- 훈장

## 참고 문헌
- 조선왕조실록
- 승정원일기
- 일성록
- 비변사등록